# ホンダ・アクティ
アクティ（ACTY）は、本田技研工業が販売していた軽トラックである。生産はホンダオートボディー（旧・八千代工業四日市製作所）に委託されていた。シリーズ3代目までは商用バンも販売されていた。

## 概要
1963年（昭和38年）に誕生した日本の量産車としては初となるDOHCエンジンを搭載したT360、後継のTN360の後継車種として1977年（昭和52年）に登場した軽トラックである。アクティ登場の際にはライトバンもラインナップに新たに登場した。
ボディー形状（外観）はキャブオーバータイプないしセミキャブオーバータイプであるが、エンジンは車両の中央付近に配置される。空車時のトラクション確保および走行能力を得る狙いから、アンダーフロアへのエンジン搭載やド・ディオンアクスル式リアサスペンションの採用、荷台までフレーム一体式のモノコック構造、高回転特性のエンジン、各メーカーの軽トラック搭載自然吸気エンジンの中で最もハイギアードな変速比設定など、ホンダならではの独自設計を施している。
初代のCMには俳優・タレントの渡辺篤史（TNアクティ名義のみ）、および植木等（ホンダマチック車のみ）、覆面プロレスラーのタイガーマスク(初代)（4WD車のみ）が起用されていた。
生産・販売を終了するまで、新車で購入可能な軽トラックとしては唯一、誤発進抑制機能と後方誤発進抑制機能の標準装備、またはメーカーオプションの設定、並びに4WD車におけるAT仕様の設定がなかった。また、エンジンの動弁機構にはSOHCを採用し続け（アクティ以外の軽トラックは全てエンジンの動弁機構にDOHCを採用）、OEM供給の実績もなかった。
軽トラックでは唯一のミッドシップエンジン・リアドライブ（MR）車であった。
同社製のスポーツカー・NSXやフェラーリ(イタリア)もMRを導入しており、
同じ仕様であることから、同じ軽トラックのスバル・サンバーが「農道のポルシェ」と評されているのに対して、
アクティは「農道のNSX」または「農道のフェラーリ」と評された。
競合他社の車種（ダイハツやスズキ）に比べ先進装備も少なく、機構も旧態依然としたものだったため販売不振に陥り、バンは3代目をもって消滅、トラックも「次期型への開発予算を賄えない」として2021年（令和3年）4月に生産と販売を終了した。
バンはFFのN-VANが後継車種となったが、トラックの後継車はなく、同時にホンダは軽トラック市場から撤退した。また、2 - 4代目のトラック及びバンには全て共通のドアアウターハンドルが使用されており、3代に渡り車体に共通部品が使用されるという国産車では数少ない事例であった。更に、スライドドアのアウターハンドルは後継車種のN-VANにも流用されている。

## 初代TA/TB/TC/JB/VD/VH型（1977-1988年）
- 1977年（昭和52年）7月27日 - T360、TN360、TN-V、TN7と続いてきたホンダの軽トラックの後継として、発売。
発売時の東京地区標準現金価格は「スタンダード」で53万3,000円。
1975年（昭和50年）9月1日の道路運送車両法施行規則改正（省令第34号）を受け、エンジンは先代と比べスケールアップされ、550 ccのEH型エンジンを採用する（発売前年には軽自動車規格も改正された）。EH型は同社の大型オートバイであるゴールドウイングの水平対向4気筒の片バンクを元に設計され、1985年（昭和60年）発売のトゥデイにも搭載された。
他社のモデルがキャブオーバーのアンダーシートエンジン、もしくはキャブオーバータイプのリアエンジン後輪駆動（RR）レイアウトを採用するのに対し、アクティはMRレイアウトを採用した。これは、TN360が前輪駆動（FF）のN360からパワートレーンを流用して後輪駆動化されたモデルであり、変速機と差動装置が一体のトランスアクスル構造であったため、アクティの全体的レイアウトもTN360を踏襲し、同様の理由からリアサスペンションもド・ディオン式（のちに追加された4WD仕様には非採用）を採用している。
- 1979年（昭和54年）11月 - アクティバンを追加。
テールランプはトラックと共通である。
- 1980年（昭和55年）6月 - マイナーチェンジ。
全車にカチオン電着塗装が採用されたほか、フロントグリルのデザインおよびシート表皮が変更される。
- 1981年（昭和56年）2月1日 - バンタイプの乗用仕様である『アクティストリート』を追加。
- 1982年（昭和57年）6月 - マイナーチェンジ。
AT車（ホンダマチック）と、トラックのキャビンを100 mm延長した「ビッグキャブ」が追加され（2WDのみ設定）、そのビッグキャブにはクラス初の5速MTが設定された。
- 1983年（昭和58年）3月14日 - 4WDモデルを追加。
発売当初は世界でも珍しいミッドシップ4WDとして話題を呼んだ。エンジンの搭載方式は2WDとは異なり、縦置き[注 2]であった。また、12インチホイールと、軽トラック・軽キャブバンクラス初のフロントディスクブレーキ（4WD車のみ）が標準装備される。
- 1984年（昭和59年）3月 - 4WDに当時クラス唯一となるAT車が追加される。
- 1985年（昭和60年）8月 - マイナーチェンジ。
フロントバンパーが大型化されエアコンがオプション設定される。2WD車も全車フロントディスクブレーキが標準装備される（ただしホイールは10インチのまま）。

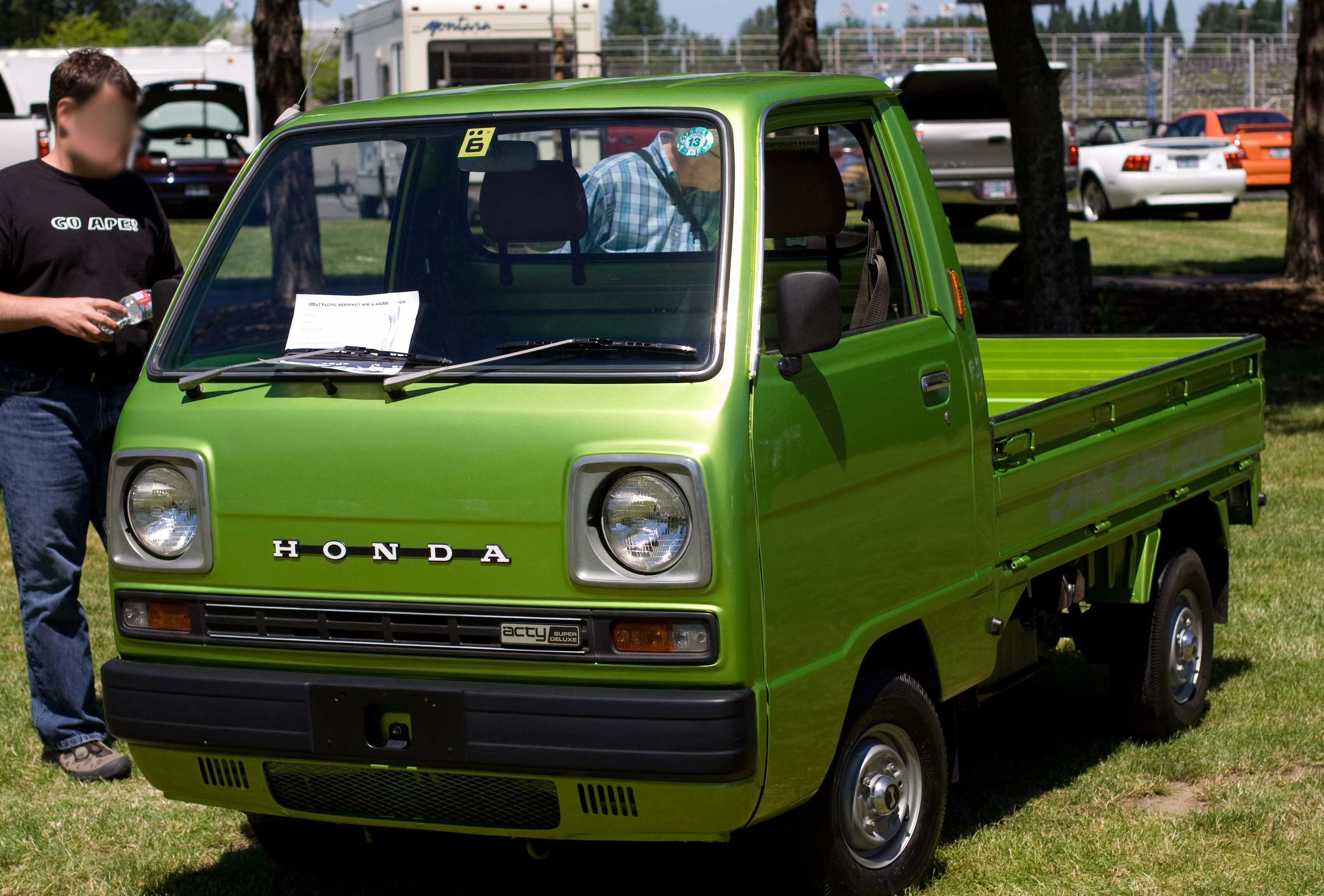
トラック（前期型）
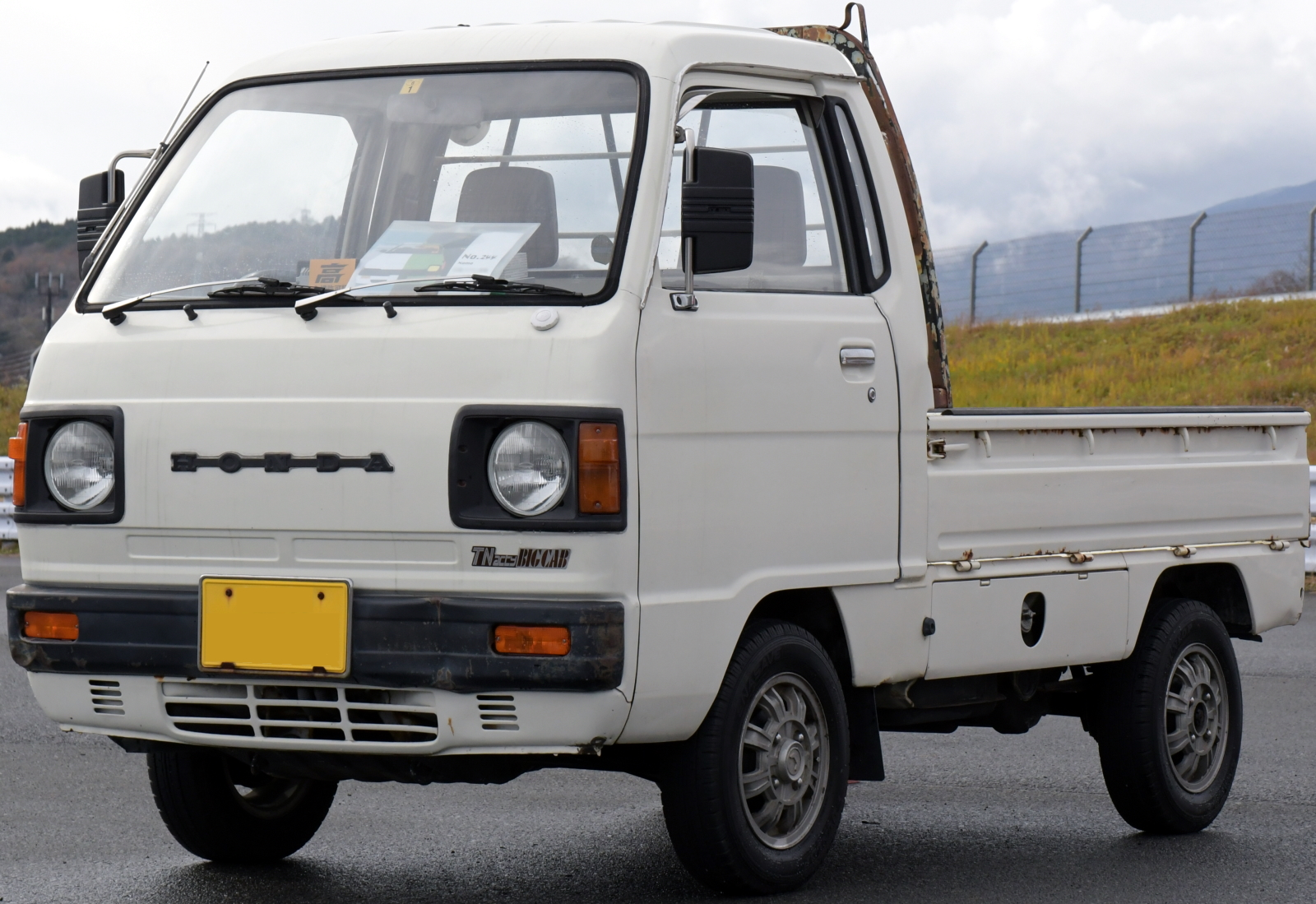
トラック ビッグキャブ(中期型）
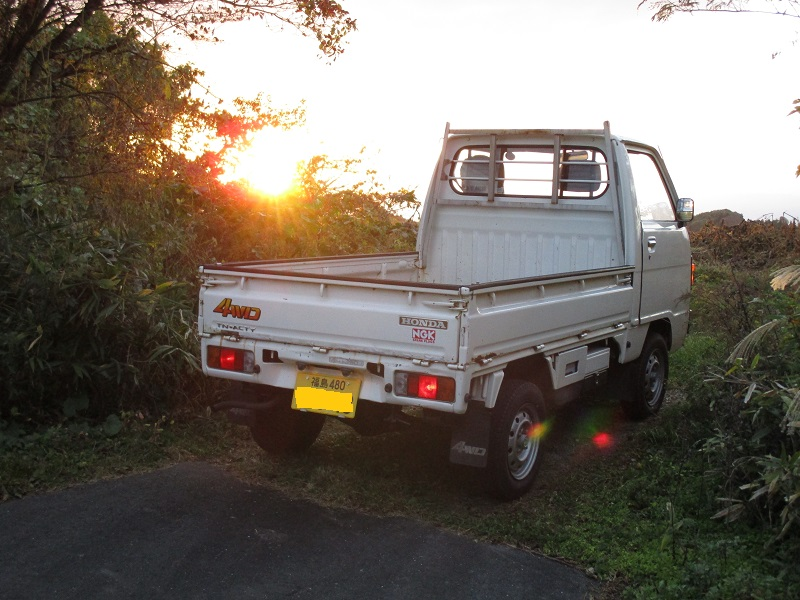
トラック(中期型リア）
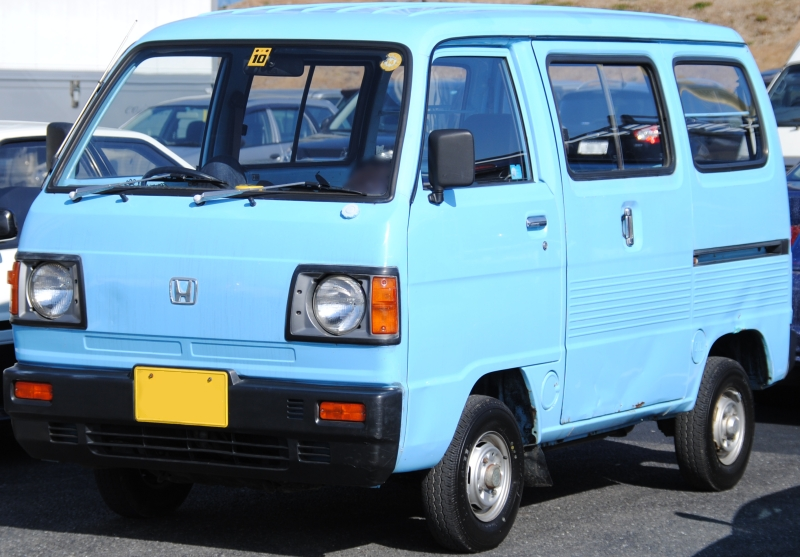
バン（後期型）
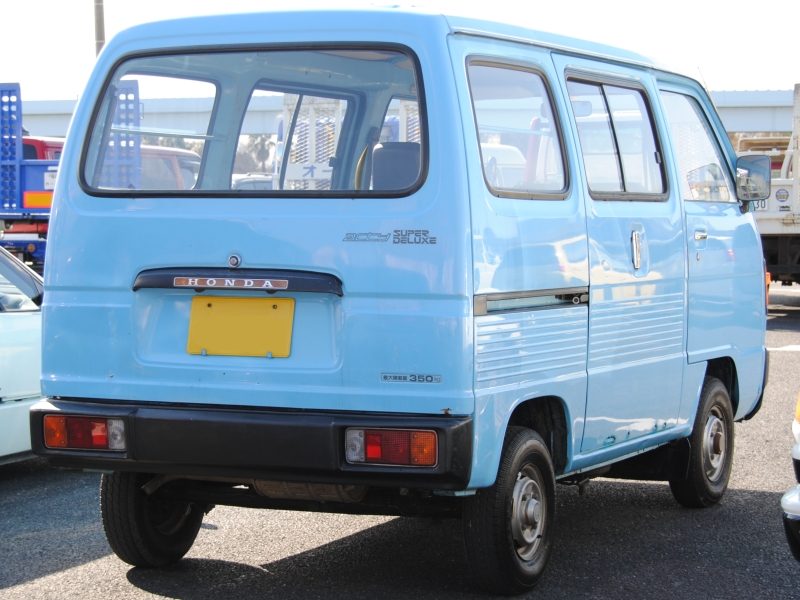
バン（後期型リア）

## 2代目HA1/2/3/4/5/HH1/2/3/4型（1988-1999年）
- 1988年5月11日 - フルモデルチェンジを発表（バンの「プロ」のみ6月10日）。
テールランプは初代と同じく、トラック・バンとも共通である。このテールランプは、トラックのみ最終モデルまで採用される。また、バンのリアナンバープレートをテールゲートからリアバンパー中央に移設。
エンジンはそれまでのEH型から直列3気筒のE05A型エンジンになり、4WDからAT車が廃止され、この世代のアクティには4WDのAT車が存在しない。4WDシステムはトランスファーを用いたパートタイム4WDから、構造が簡単なリアルタイム4WDとなった（スタンバイ4WD）。ただしトランスファーに4WDと2WDを切り替えるボルトが付いていた。
発売時の東京地区標準現金価格は「スタンダード 一方開 2WD」で59万8,000円。
リアルタイム4WDには、大きな駆動力を発揮するウルトラロー（UL）とウルトラローリバース（UR）の超低速ギア[注 3]を持つ専用の4速MTと、リアデフロックが標準装備となった、営農用の「アタック」が追加された。
型式は、トラックの2WDが「HA1」、同じくトラックの4WDが「HA2」、バンの2WDが「HH1」、同じくバンの4WDが「HH2」である。
特異なグレードとしてはバンにはタンデム2人乗り(通常バンの2人乗りは運転席・助手席が並行しているが、運転席の後ろに助手席が来る)のPRO-Tグレードが設定されていた。[1]
- 1990年3月 - マイナーチェンジ。
軽規格の拡大に伴い、全長の延長（バンは100 mm、トラックは60 mm）・排気量の拡大（660 cc）が行われ、エンジン出力が38 PSに向上した。同時にヘッドランプを規格型の丸2灯からストリートと同様の異形に変更され、内装色はグレーに統一し(後述のタウン除く)、リア周りのステッカー類も変更された(HONDAをHマークに、660の表記追加等)。本モデル以降、バンのテールランプがトゥデイ（初代後期モデル）からの流用となる。このテールランプは3代目バン、派生車のバモスホビオにも採用される。
型式は、トラックの2WDが「HA3」、同じくトラックの4WDが「HA4」、バンの2WDが「HH3」、同じくバンの4WDが「HH4」である。
- 1991年8月 - オーナードライバー向けに、装備を充実させたトラック専用グレード「タウン」が追加される。「SDX-II」が廃止になり、「SDX」にも5速MTが追加される。
- 1994年1月 - マイナーチェンジ。
フロント周りのデザインと車内のシート模様が変更され、キー抜き忘れ防止ブザーと運転席シートベルト警告灯およびブザーが追加された。ラジオチューナーが電子式となる。登場時から設定のあった駆動切り替えボルトが廃止された。アタックをベースに、後輪に代わりゴム製のクローラを装備した「アクティ・クローラ」「HA5」[注 4]を追加。
- 1994年10月 - 一部改良。
エアコンの冷媒を代替フロンタイプに変更した。
- 1996年1月 - マイナーチェンジ。
バンにパワーステアリングを採用、フロントターンシグナルのレンズを、アンバーからクリアーへ変更する。バンに44 PSのPGM-FIを搭載した「SDX-Hi」（2WD・5速MTのみ）を追加した。

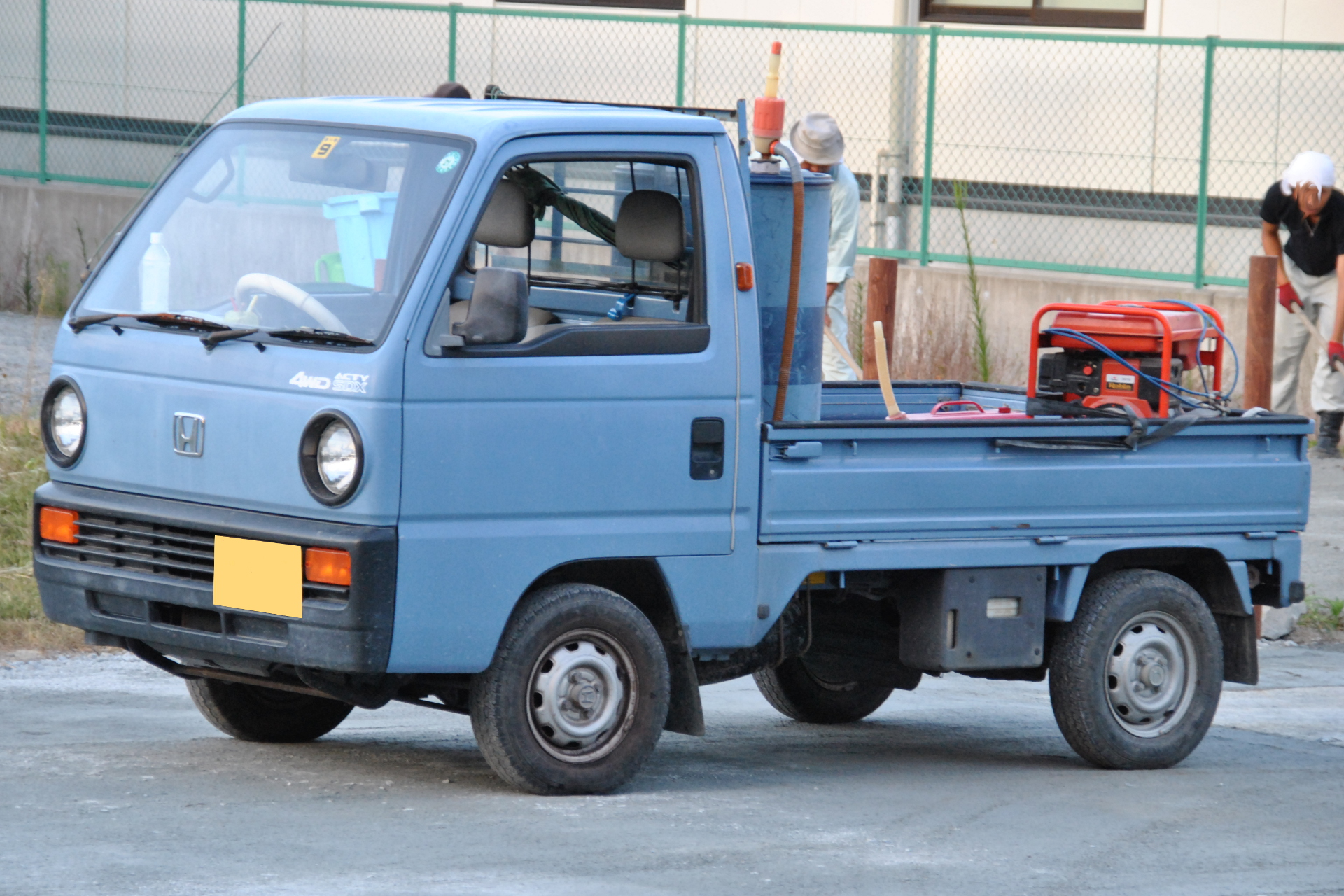
トラック（前期型）
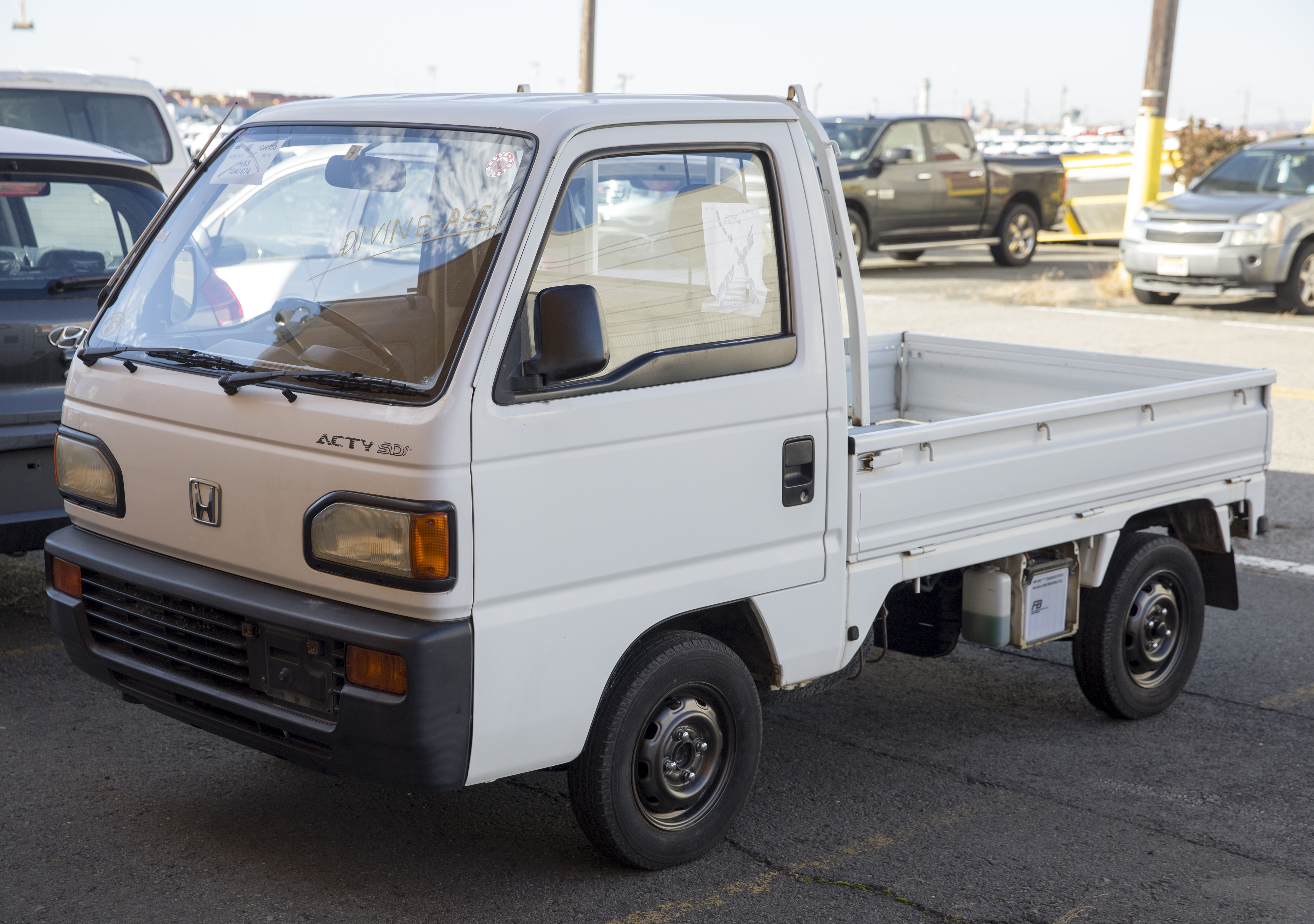
トラック（中期型）
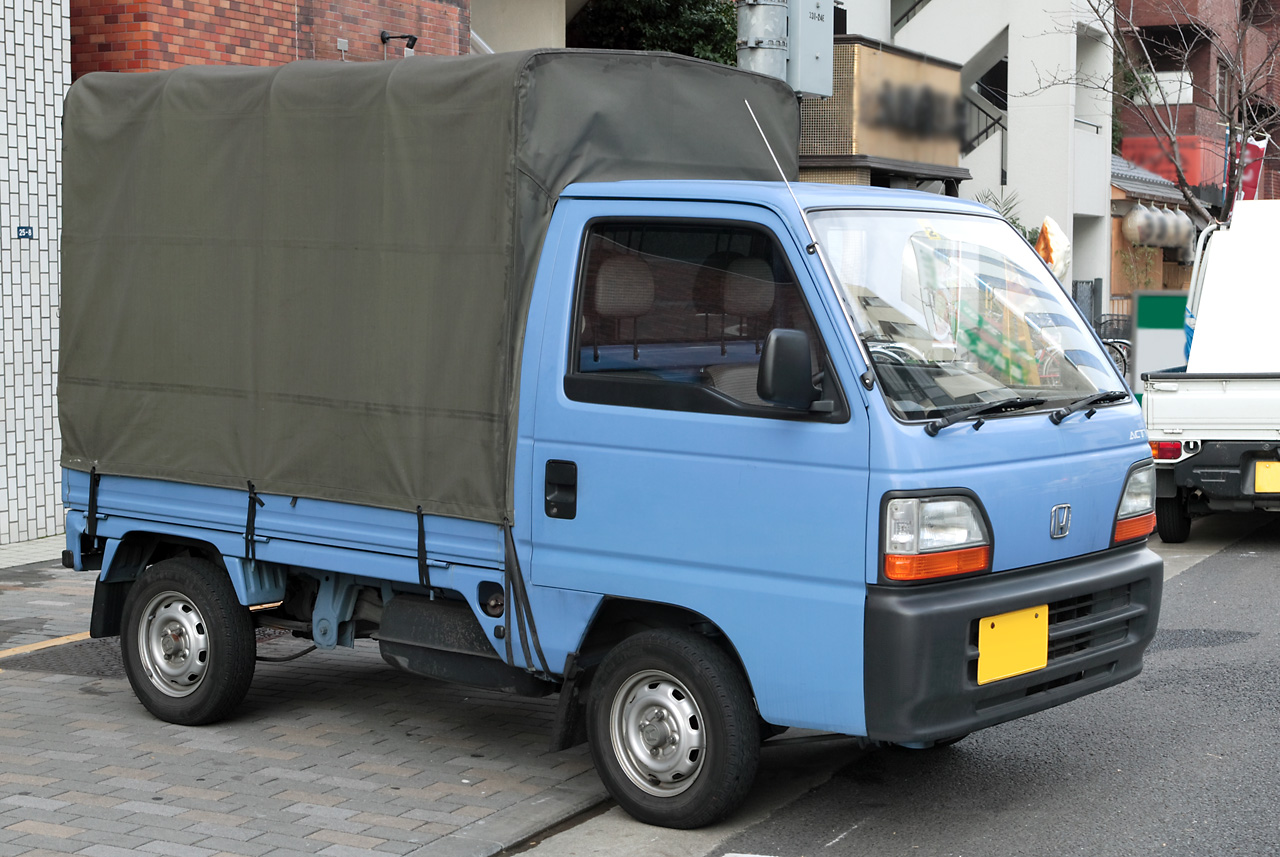
トラック（後期型）
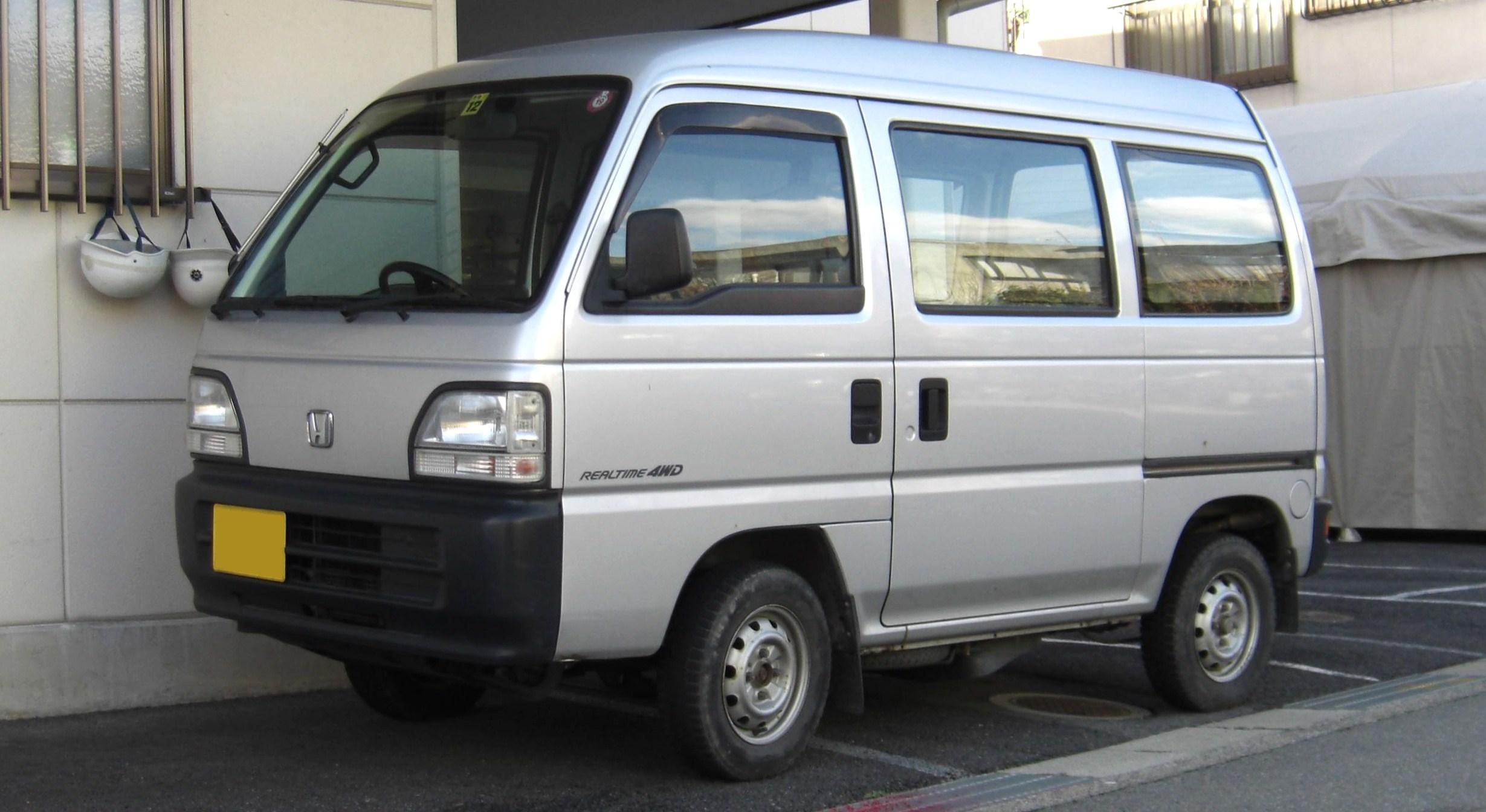
バン（後期最終型）

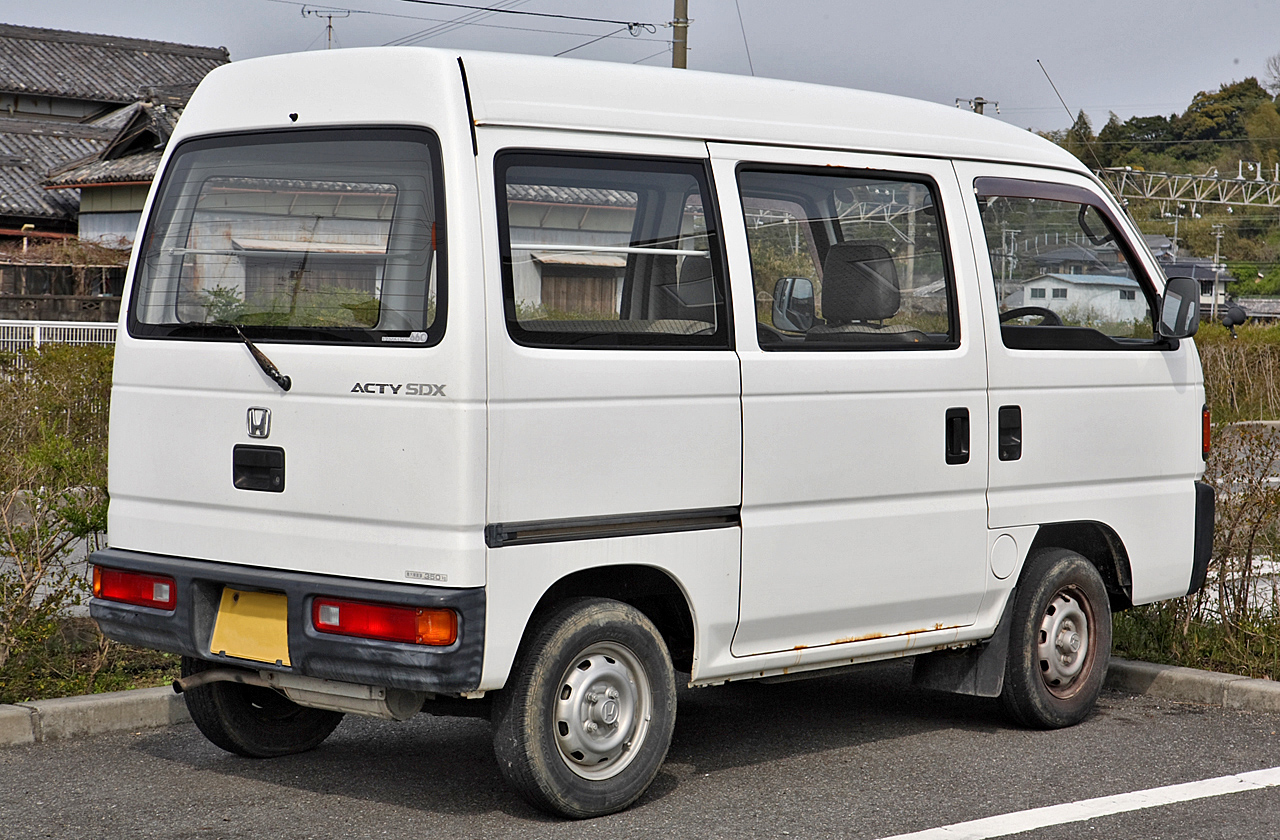
バン（中期型・リア）
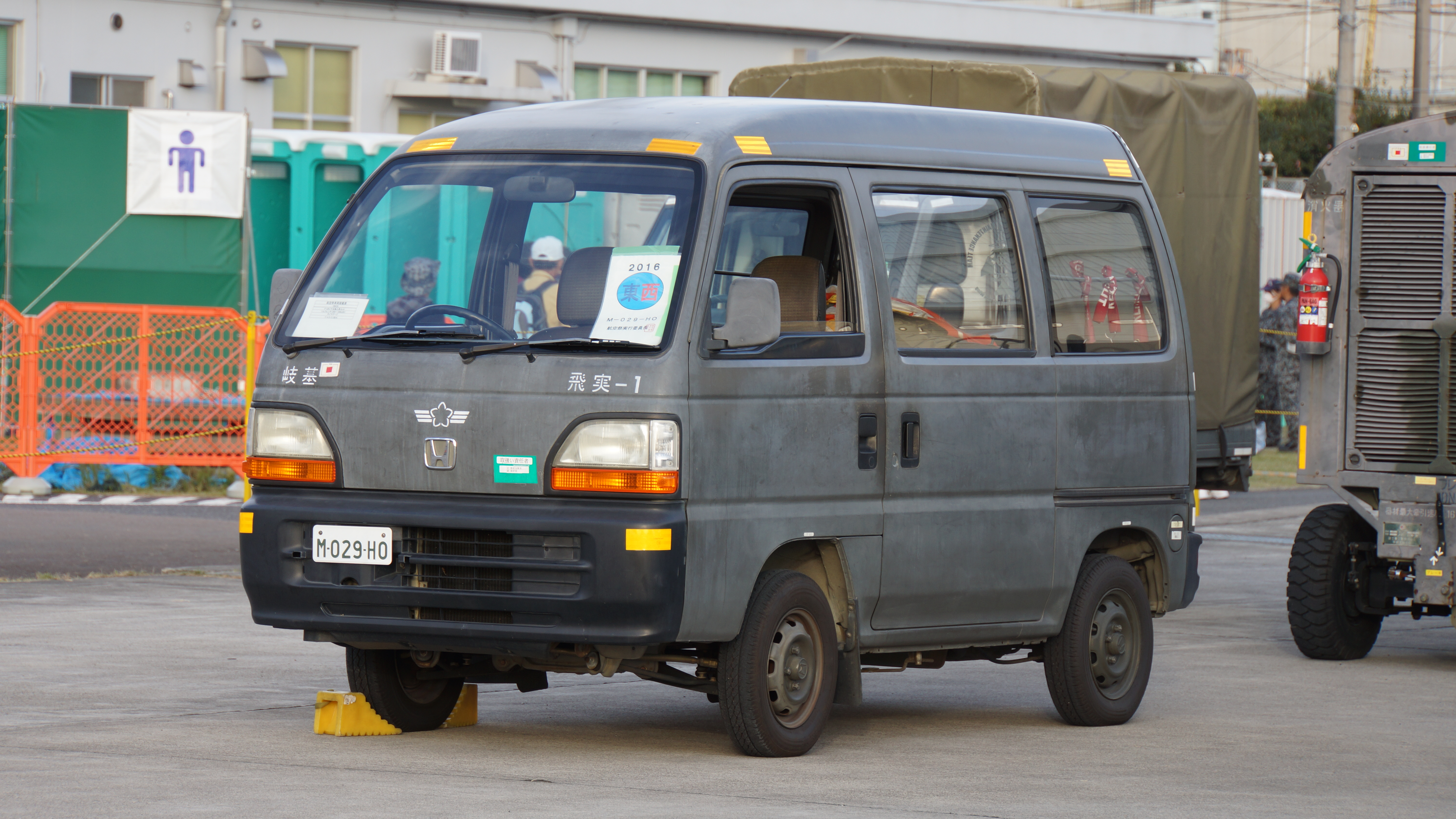
バン（後期型・航空自衛隊の基地内用業務車）
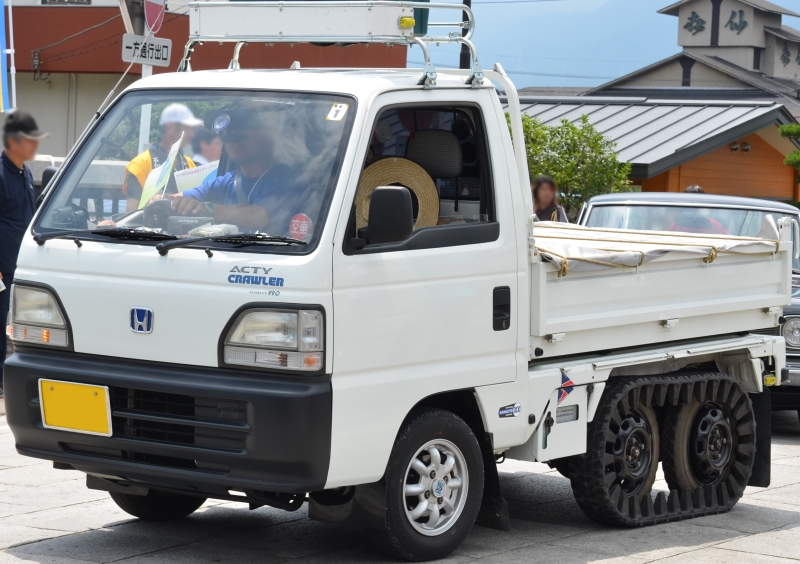
トラック（後期最終型・クローラ）
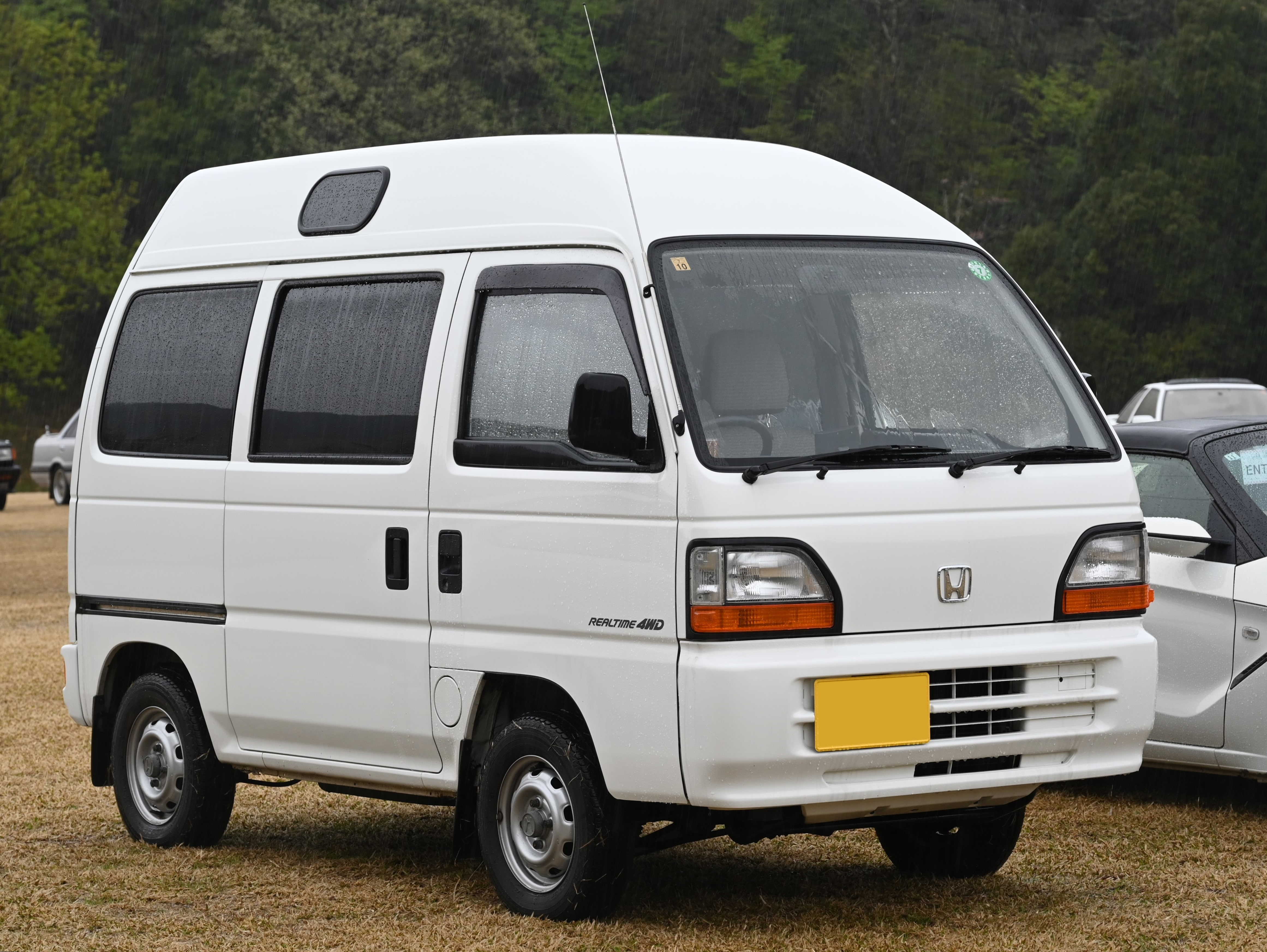
アクティ アルマス

## 3代目HA6/7/HH5/6型（トラック:1999-2009年、バン:1999年-2018年）
- 1999年5月28日 - 前年の軽自動車規格改定に伴いフルモデルチェンジを発表（バンタイプは1999年6月25日）。
1996年9月30日の道路運送車両法施行規則改正（省令第53号）を受け新規格となったことから、先代とスタイルを大きく変え、アンダーフロア式MRを継承しながら、セミキャブオーバータイプのボディースタイルを採用した。乗用車のライフよりも遅れての発売となった。
しかし、クラッシャブルゾーンの寸法が大きかったため、トラックではライバルと比べ荷台長（荷台の奥行）が短くなった事や、ホイールベースの拡大に伴う旋回半径の増大[注 5]、また足元右側のタイヤハウスによるペダル位置の左側へのオフセット、旋回時の運転手にかかる横Gが強い等の不評があった。他にも他社より高めの価格設定や、バッテリーの搭載位置がボンネット内（ウォッシャータンク下。他社の軽ワンボックスバンはシート下、他社の軽トラックは荷台の右側面下、または左側面下に搭載）にあるため整備・交換時に不便、バンパーが接触時に外れやすい、サイドシル内部やフレーム溶接部が錆びやすい（生産工程の不慣れによるシーラー不足）、バンは後席を格納すると前席のスライドができなくなるなどの理由により、乗用（ワゴン）モデルのバモスとは裏腹に販売面では伸び悩んだ。
エンジンはすべてPGM-FI化され、38 PSから46 PSに向上した。
型式は、トラックの2WDが「HA6」、同じくトラックの4WDが「HA7」、バンの2WDが「HH5」、同じくバンの4WDが「HH6」である。
- 2000年12月20日 - バンパーとフロントグリル、キャビンの寸法を削り、その分を荷台長に割り当てる変更を行ったが、トラックの車内はさらに狭くなった。キャビンの縮小はバックパネルの形状を変更したことによるもので、この悪影響を軽減するためシートバックは非常に薄いものに変更された。初期型で問題となったフレーム溶接部の錆の見栄え対策として、フレーム溶接部が横向きから、折り返しての下向きに変更された。これに伴いバン、トラックに関わらず5MT車全車にクラッチスタートシステムの標準装備が義務化された。
- 2001年2月24日 - 4WDモデルのAT車が復活（バンのみ）。
なお、同時期に追加された乗用ワゴン仕様バモスのターボモデルやホンダ・Zと駆動系の設計を共有するため、通常のアクティと異なりエンジンを縦置きに搭載し、シビック用の4速ATを採用する。このため、想定以上の高回転でATが使用されるため、高速走行で油音が上がり、ATが滑るトラブルが頻発した。出力は52 PS。トラック「TOWN」を除き、ボディ同色バンパーが全グレードに標準装備される。バン・トラック共通でパワーステアリング非装備の「SDX-N」、トラック専用「ATTACK-N」を追加した。
- 2001年9月 - バンを一部改良。
エアコンが全グレードに標準装備され、4WDのAT車が出力を53 PSに向上した。
- 2003年4月 - 一部改良。
バン・トラックともに超-低排出ガス（U-LEV）化される。トラック「TOWN」のドアミラーとドアハンドルがカラード化される。バンに運転席・助手席SRSエアバッグを全グレードに標準装備、バンの「TOWN」グレードが廃止される（後継グレードはホンダ・バモスホビオ・4ナンバー仕様「プロ」ただし、最大積載量は350 kgから200 kgとなる）。
- 2005年12月 - 一部改良。
- 2007年2月 - 一部改良。
バン「SDX」に電波式キーレスエントリーがオプション設定され、トラック「TOWN」にエアコンが標準装備される。
- 2009年12月16日 - トラックのみ、フルモデルチェンジ。3代目トラックは生産終了。バンは継続生産される。
- 2010年8月26日 - マイナーチェンジ。
電波式キーレスエントリーシステム、AM/FMチューナーを標準装備すると共に、助手席をスライド機構およびリクライニング機構付シートに変更した。グレード体系を見直し、「PRO-A」と「SDX」の2グレードとなった。
- 2012年6月14日 - 一部改良。
「SDX」に高熱線吸収/UVカット機能付プライバシーガラス（リアドア/リアクォーター/テールゲート）が標準装備される。
- 2015年3月19日 - トラックと共に一部改良[2]。
JC08モード燃費を向上し、全タイプで平成27年度燃費基準を達成した。
- 2018年4月末 - 軽自動車規格の衝突安全基準の強化のため3代目バン生産終了。以後は在庫分のみが販売。
- 2018年7月12日 - ウェブカタログへの掲載を終了。後継車は同日に発表されたN-VAN。38年8か月に渡ったアクティバンの名前がラインナップから姿を消した。
- 2024年6月3日 - EBD-HH5、EBD-HH6の型式指定申請時の騒音試験おいて、不適切な事案があったことが発表された[3][4]。

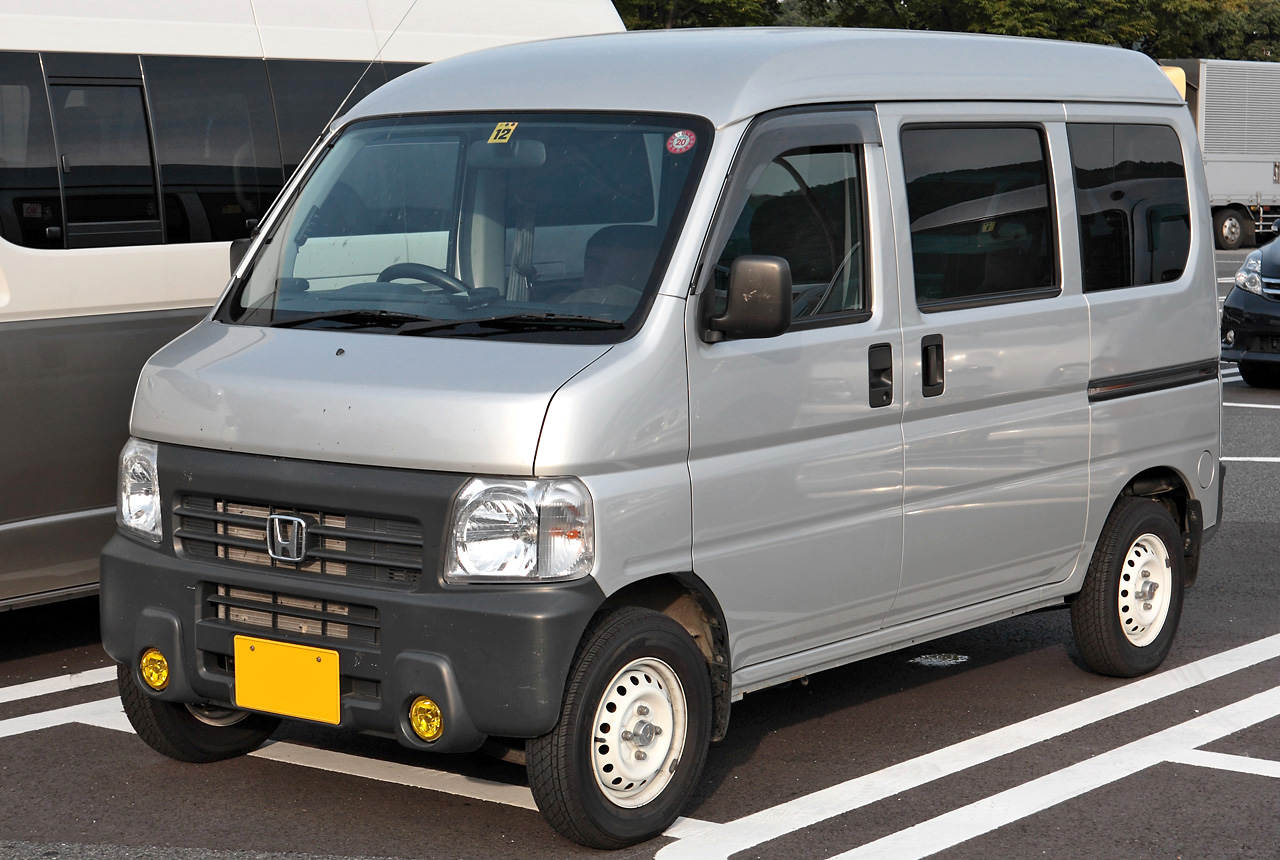
無塗装バンパーのロアグレード
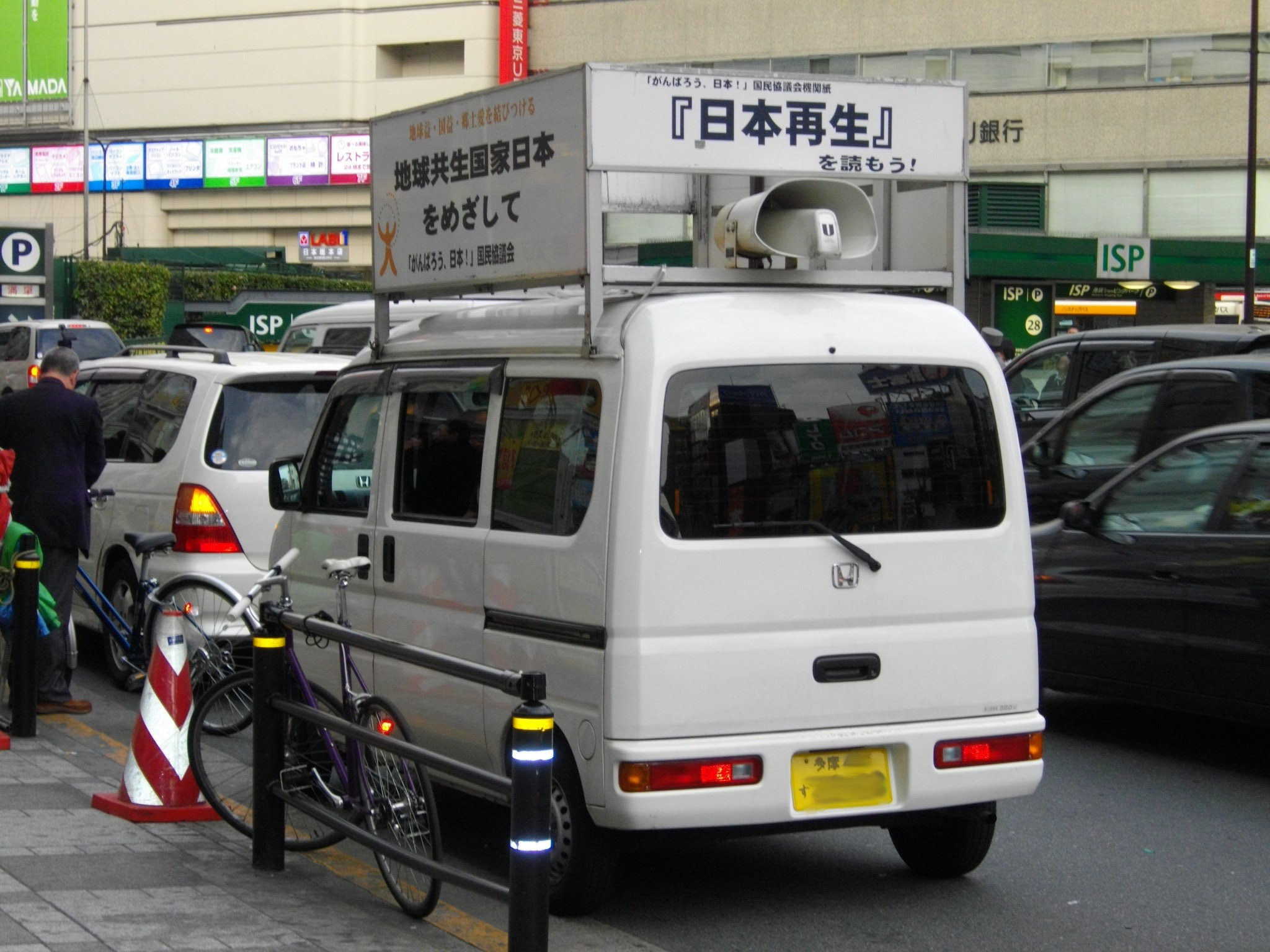
バン・リア（「がんばろう、日本!」国民協議会街宣車）

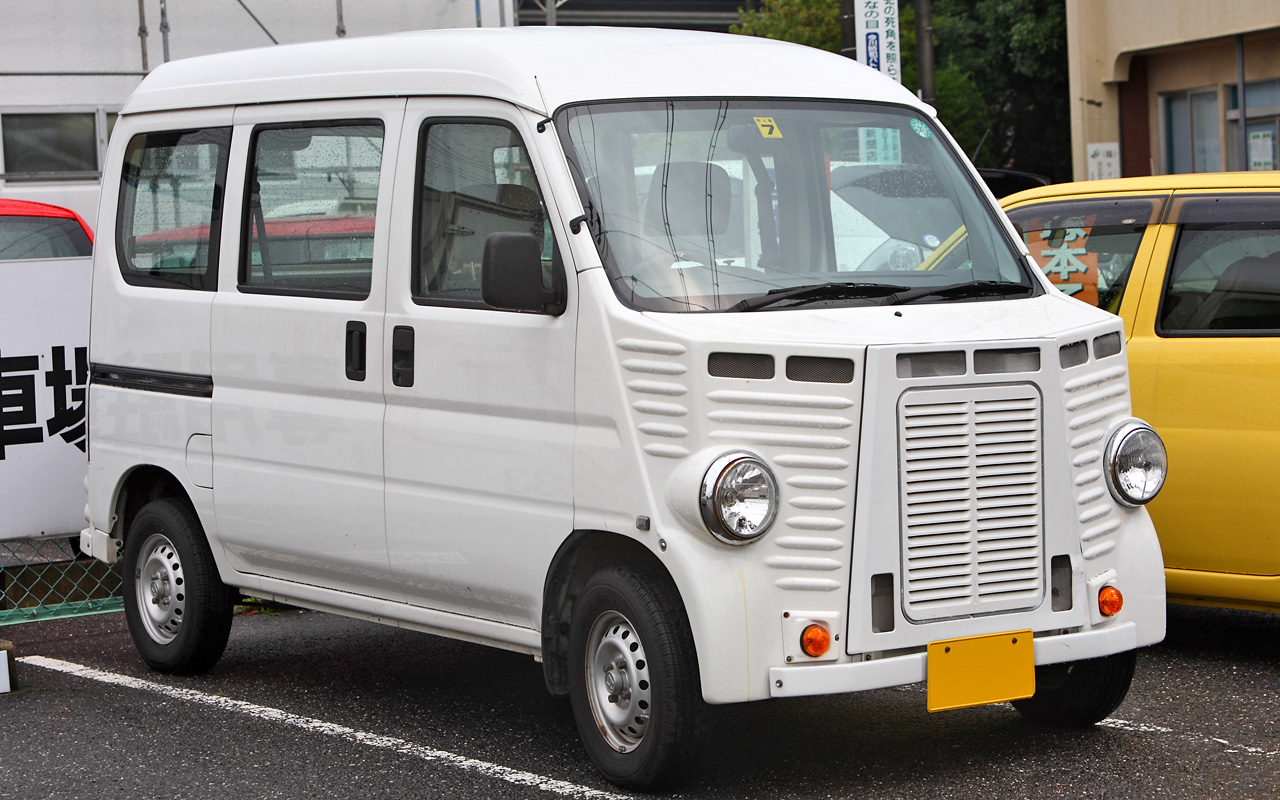
シトロエン・Hトラック風のバン

## 4代目HA8/9型（2009年-2021年）
- 2009年12月17日 - トラックのみフルモデルチェンジ。
発売前に開催された第41回東京モーターショーでプロトタイプが発表され、3代目のセミキャブオーバースタイルから2代目に通じるスクエアなフルキャブオーバースタイル[注 6]に回帰した。
ホイールベースは先代に比べ520 mm短縮され、フロントタイヤの切れ角を大きくしたことと相まって、最小回転半径は3.6 mに縮小し、小回り性を向上。キャビンスペースもフロントピラーを前方へ大きく移動することで拡大され、前述したホイールベースの短縮により、フロントホイールハウスもシート下に移動し、足元の空間が拡大した。搭載されるエンジンは先代のものを踏襲しているが、各部の改良と車体の軽量化により燃費を向上し、全車が「平成22年度燃費基準＋5 %」を達成した。なお、駆動系も先代と同様であり、引き続き4WDにはATが設定されない。衝突安全性能については、先代モデルが前面オフセット衝突64 km/hをクリアしていたのに対し、今モデルではオフセット衝突56 km/hをクリアしているという発表のみであり、事実上低下している。
型式は、2WDが「HA8」、4WDが「HA9」である。
- 2010年1月21日 - 特装車（パワフルシリーズ〈ダンプ・リフター〉、フレッシュデリバリーシリーズ〈冷凍・保冷・ドライ〉など）が発売された[5]。
- 2010年12月9日 - 一部改良。
バッテリーカバー開閉時の操作性を向上するとともに、「SDX」と「TOWN」はEBD付ABSをオプション設定（助手席側SRSエアバッグとのセットオプションも設定）し、ボディカラーに「アラバスターシルバー・メタリック（オプションカラー）」を追加した。
- 2012年3月 - RR方式を採用するスバル・サンバーがトラック、バン両方とも自社での生産を終了し、ダイハツ・ハイゼットトラック/カーゴのOEMとなったため、2019年6月時点で、特にFR、およびエンジンの弁機構がDOHCではない軽トラックとしては唯一アクティトラックのみとなった[注 7]。
- 2012年6月14日 - 一部改良（6月22日発売）。
2013年1月施行の新灯火器類保安基準に合わせ、リア左右のフェンダーに長めのマッドガードを新設し、その下部に後部反射板を追加設定した。
- 2015年3月19日 - 一部改良[2]（特装車は4月16日発売）。
JC08モード燃費を向上し、全タイプで平成27年度燃費基準を達成。このほか、ボディカラーに「ナイトホークブラック・パール（「SDX」・「TOWN」専用色、オプションカラー）」を追加したほか、装備内容も充実し、「TOWN」にはIRカット<遮熱>/UVカット機能付きフロントウインドウガラス、IRカット<遮熱>/スーパーUVカットフロントドアガラス、ハーフシェイド・フロントウインドウガラス、防眩ルームミラーを、「SDX」と「ATTACK」には2スピーカーをそれぞれ標準装備した。ステアリングとディマースイッチのデザインが、JCライフ等に準じたものから初代N-BOX等に準じたものに変更された。
- 2018年1月5日 - 一部改良（1月12日発売）。
EBD付ABSが全グレード標準装備となる。
- 2018年11月8日 - 特別仕様車「TOWN・スピリットカラースタイル」が発表された（11月9日発売）[6]。
T360の誕生55周年記念車として設定されるもので、「TOWN」をベースに、ボディカラーにT360をイメージした「ベイブルー×ホワイト」とHondaパワープロダクツ（発電機や耕耘機などの製品群のこと）をイメージした「フレームレッド×ブラック」の2トーンカラー2色が設定されており、スチールホイールは「ベイブルー×ホワイト」設定時はシルバー塗装、「フレームレッド×ブラック」設定時はブラック塗装（ホイールナットもブラック）にそれぞれ変更となり、「ベイブルー×ホワイト」設定時にはフロントグリルもメッキモール付ホワイト塗装に変更される。そのほか、2色共通でドアミラーがホワイト塗装に、アウタードアハンドルがブラック塗装にそれぞれ変更され、Hondaロゴサイドステッカーとセンターホイールキャップが装備された。
- 2021年4月 - 生産・販売を終了。これにより、アクティは約43年9ヶ月の歴史に幕を閉じ、ホンダは軽トラック市場から撤退した。
- 2024年6月3日 - 型式指定申請時の騒音試験おいて、不適切な事案があったことが発表された[3]。

## 車名の由来
英語の「ACTIVE（活動的な）」からの造語。仕事やレジャーなどで、いつもキビキビ働くクルマという思いより命名された。